# فوجیوارا نو اوماکای
فوجیوارا نو اوماکای ((به ژاپنی: 藤原宇合 Fujiwara no Umakai)؛ ۶۹۴ – ۷ سپتامبر ۷۳۷) نویسنده، و سیاستمدار اهل ژاپن بود. سومین پسر فوجیوارا نو فوهیتو، او شاخه شیکی که ("تشریفات") از  خاندان فوجیوارا را تأسیس کرد.